# Hannah Brinkmann

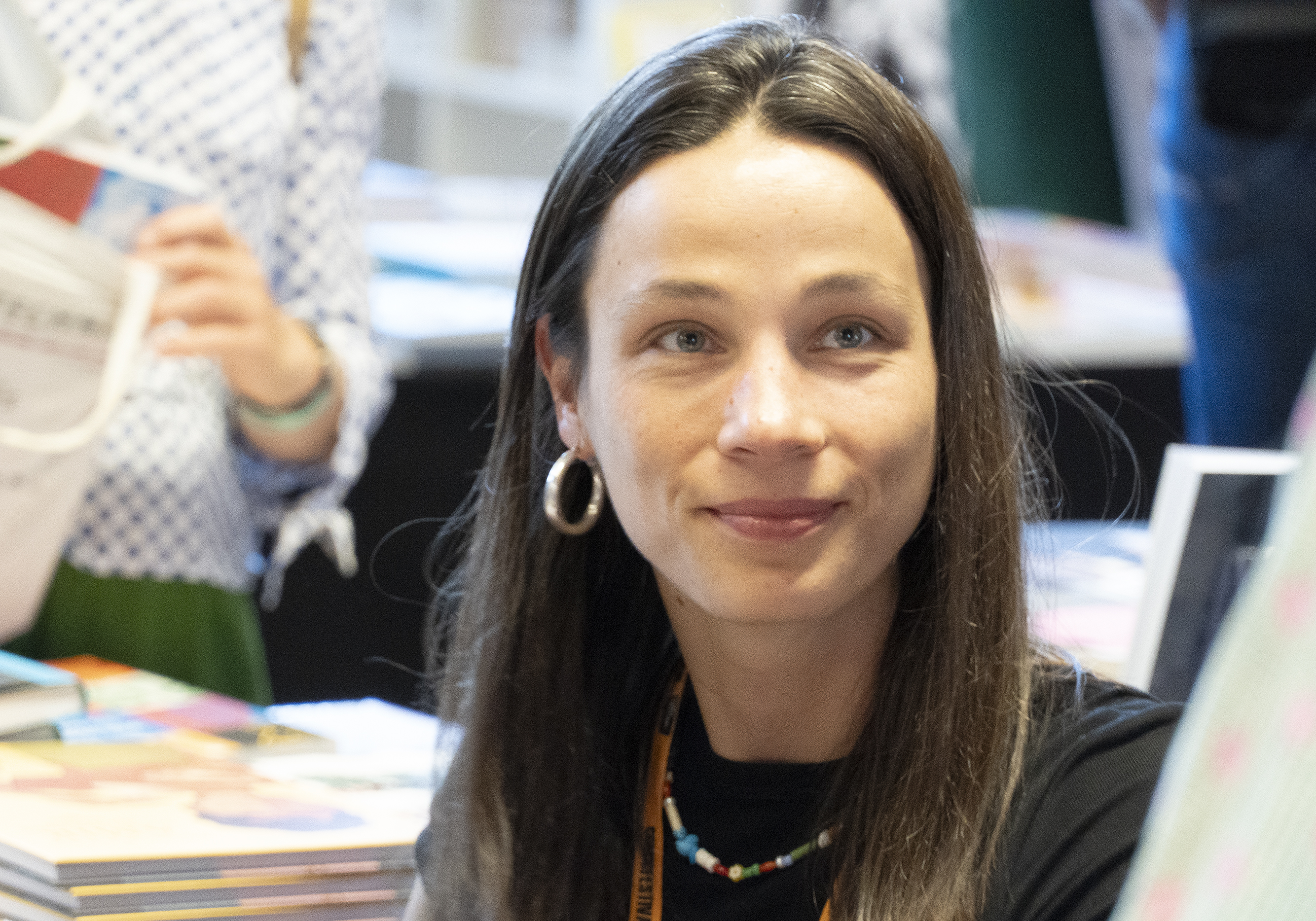
Hannah Brinkmann auf dem Comicfestival München 2025

Hannah Brinkmann (* 1990 in Hamburg) ist eine deutsche Grafikerin, Autorin und Comic-Zeichnerin.

## Leben und Werk
Hannah Brinkmann studierte Design mit dem Schwerpunkt Grafische Erzählung an der Hochschule für angewandte Wissenschaften Hamburg, an der Shenkar School of Engineering and Design in Tel Aviv und der EESI in Angouleme. Als Stipendiatin des DAAD am Royal College of Arts in London absolvierte sie einen Master of Research in Fine Arts & Humanities.
2017 war sie Teil des Sitka Fellows Programm in Alaska, wo sie die Recherche für ihre erste Graphic Novel Gegen mein Gewissen begann. 2018 beendete sie diese Recherche im Rahmen eines dreimonatigen Stipendiums des Library Innovation Labs an der Harvard Law School.
Hannah Brinkmann zeichnet unter anderem für die Comic-Zeitschrift Strapazin, die Tageszeitung (taz) und den Tagesspiegel. Ihre Kurzgeschichte Hitler vor Gericht erschien 2023 in der Anthologie Gerne würdest Du allen so viel sagen im avant-verlag. Weitere Comic-Kurzgeschichten erschienen im Wallstein Verlag, Ventil Verlag und im Jaja Verlag. 
2024 war sie Mitinitiatorin und Mitwirkende des Projekts Wie geht es Dir? Zeichnerinnen gegen Antisemitismus, Hass und Rassismus.
Im Herbst 2024 erschien ihre zweite Graphic Novel Zeit heilt keine Wunden, eine Graphic Novel über den Shoah-Überlebenden Ernst Grube, dessen Lebensweg sie zusammen mit ihm recherchierte und aufarbeitete.
Hannah Brinkmann war 2024 eine der Comic-Stipendiatinnen des Deutschen Literaturfonds.
2024 erhielt Hannah Brinkmann für ihre Graphic Novel Gegen mein Gewissen den erstmals vergebenen Dortmunder Comic-Preis. Der Preis, mit 10.000 Euro dotiert, soll künftig alle zwei Jahre verliehen werden. Gegen mein Gewissen ist eine inhaltliche und grafische Auseinandersetzung mit einem Teil der bundesdeutschen Geschichte, dem Wehrdienst und der Kriegsdienstverweigerung. Hannah Brinkmann erzählt auf der Basis ihrer eigenen Familiengeschichte von der Wiederbewaffnung der Bundesrepublik Deutschland und der Wiedereinführung der Wehrpflicht 1957. Ihr pazifistischer Onkel Hermann scheiterte 1973 an der sogenannten Gewissensprüfung. Sein Leiden an der von ihm als ausweglos empfundenen Grundausbildung bei der Bundeswehr führte ihn schließlich in den Suizid.

## Veröffentlichungen
- Mit Nathalie Frank, Michael Jordan, Julia Kleinbeck, Moritz Stetter, Birgit Weyhe, Barbara Yelin (Hrsg.): Wie geht es Dir? 60 gezeichnete Gespräche nach dem 7. Oktober 2023. avant-verlag, Berlin 2025, ISBN 978-3-96445-140-8.
- Zeit heilt keine Wunden. Das Leben des Ernst Grube. avant-verlag, Berlin 2024, ISBN 978-3-96445-121-7.
- Monika Powalisz und Kai Pfeiffer (Hrsg.): Gerne würdest Du allen so viel sagen. Unterbrochene Gespräche des 20. Jahrhunderts. avant-verlag, Berlin 2023, ISBN 978-3-96445-075-3.
- Gegen mein Gewissen. avant-verlag, Berlin 2020, ISBN 978-3-96445-040-1.